# 813
Раннє Середньовіччя. Епоха вікінгів. Реконкіста.
У Східній Римській імперії завершилося правління Михаїла I Рангаве, розпочалося правління Лева V Вірменина. Імператор Заходу Карл Великий править Франкським королівством. Північ Італії належить Франкському королівству, Рим і Равенна під управлінням Папи Римського, герцогства на південь від Римської області незалежні, деякі області на півночі та на півдні належать Візантії. Піренейський півострів, окрім Королівства Астурія, займає Кордовський емірат. В Англії триває період гептархії. Існують слов'янські держави: Карантанія, як васал Франкського королівства, та Перше Болгарське царство.
Аббасидський халіфат очолив аль-Мамун. У Китаї править династія Тан. Велика частина Індії під контролем імперії Пала. В Японії триває період Хей'ан. Хозарський каганат підпорядкував собі кочові народи на великій степовій території між Азовським морем та Аралом. Територію на північ від Китаю займає Уйгурський каганат.
На території лісостепової України в IX столітті літописці згадують слов'янські племена білих хорватів, бужан, волинян, деревлян, дулібів, полян, сіверян, тиверців, уличів. У Північному Причорномор'ї співіснують різні кочові племена, зокрема булгари, хозари, алани, тюрки, угри, кримські готи. Херсонес Таврійський належить Візантії.

## Події
- Халіфа аль-Аміна вбито силами аль-Мамуна при спробі втечі з Багдада. Аль-Мамун став новим Аббасидським халіфом.
- Візантійський василевс Михаїл I Рангаве зазнав важкої поразки від булгар хана Крума.
- Переворот у Константинополі посадив на візантійський трон Лева V Вірменина. Михаїл Рангаве пішов у монастир. Новий імператор відновив політику іконоборства.
- Булгари взяли Адріанополь і підійшли до Константинополя.
- Людовика Благочестивого короновано співімператором Карла Великого.
- Ашот Багратіоні отримав від халіфа аль-Мамуна титул князя Іберії.
- Турський церковний собор постановив, що священики повинні проповідувати розмовною мовою: народною латиною або німецькою.